# Woodbine (Iowa)
Woodbine is een plaats (city) in de Amerikaanse staat Iowa, en valt bestuurlijk gezien onder Harrison County.

## Demografie
Bij de volkstelling in 2000 werd het aantal inwoners vastgesteld op 1564.
In 2006 is het aantal inwoners door het United States Census Bureau geschat op 1601, een stijging van 37 (2,4%).

## Geografie
Volgens het United States Census Bureau beslaat de plaats een oppervlakte van
2,9 km², geheel bestaande uit land. Woodbine ligt op ongeveer 332 m boven zeeniveau.

## Plaatsen in de nabije omgeving
De onderstaande figuur toont nabijgelegen plaatsen in een straal van 20 km rond Woodbine.